# Yachats
Yachats est une municipalité américaine située dans le comté de Lincoln en Oregon.
Lors du recensement de 2010, sa population est de 690 habitants. Située à l'embouchure du fleuve Yachats (en), la municipalité s'étend sur 0,92 mille carré (2,38 km2).
Yachats devient une municipalité le 18 juillet 1966. Son nom signifie « aux pieds des montagnes » dans une langue amérindienne.